# King Abdullah Economic City
Die King Abdullah Economic City (KAEC; arabisch مدينة الملك عبد الله اللإقتصادية, DMG Madīnat al-Malik ʿAbd Allāh al-Iqtiṣādīya, zu deutsch etwa „König-Abdullah-Wirtschaftsstadt“) ist eine im Aufbau befindliche Stadt, die bis 2030 zu einer Millionenstadt in Saudi-Arabien anwachsen soll. Die Stadtentwicklung KAEC ist, wie das Neom-Projekt, ein Kernelement der „Vision 2030“ für Saudi-Arabien nach der Zeit des Erdöls.
Das Stadtentwicklungsprojekt wurde 2005 der Öffentlichkeit vorgestellt. König Abdullah ibn Abd al-Aziz legte am 20. Dezember 2005 den Grundstein für die geplante Stadt, die seinen Namen trägt. Geleitet wird das Projekt von der Saudi Arabian General Investment Authority (SAGIA). Am Bau sind der Dubaier Entwickler Emaar Properties und die Saudi Binladin Group beteiligt. 2022 hatte die Stadt knapp 5000 Einwohner, davon waren über 80 Prozent Ausländer.

## Geografie
Die Stadt liegt zwischen den beiden heiligen Städten Mekka und Medina am Roten Meer sowie ca. 125 km nördlich der Hafenstadt Dschidda und hat eine Gesamtausdehnung von 168 km² (entspricht etwa der Stadtfläche Braunschweigs).

## Stadtentwicklungsprojekt
Geplant sind neben neuen Industrieanlagen und ausgedehnten Wohnsiedlungen auch große Gebäude und hohe Wolkenkratzer, die die Erscheinung Saudi-Arabiens und des gesamten Mittleren Ostens prägen sollen. Das Projekt soll etwa 110 Milliarden saudische Riyal (ca. 22 Milliarden Euro) kosten. Etwas weiter südlich, auf dem Gebiet von Thuwal, wurde im Herbst 2009 die König-Abdullah-Universität für Wissenschaft und Technologie (KAUST) eingeweiht. Sie umfasst einen 36 km² großen Campus mit angeschlossenem Mangrovenschutzgebiet.
Die neue Stadt wurde projektiert für 2 Millionen Einwohner sowie weitere 1,8 Millionen in der Agglomeration. Sie dient auch als dringend erforderliches Auffangbecken für die jährlich etwa 100.000 meist gut ausgebildeten jungen Saudis, die bisher nicht vom Arbeitsmarkt aufgenommen wurden. Sich ansiedeln sollen daher vorwiegend junge, in der Wirtschaft tätige Bürger. Die Stadt soll durch einen internationalen Seehafen, einen Flughafen sowie Eisenbahnlinien in die Zentren des Landes erschlossen werden; Fernstraßenverbindungen bestehen bereits in alle Richtungen, der weitere Ausbau ist vorgesehen.
Seit der Aufnahme des städtischen Betriebs im Jahr 2013 haben sich rund 5000 Einwohner angesiedelt. Mittelfristig soll die Infrastruktur für 2 Millionen Einwohner ausgelegt werden.
Auch in sozialer Hinsicht ist KAEC als Pilotprojekt vorgesehen, anders als im Rest Saudi-Arabiens arbeiten in den Unternehmen der Stadt Frauen und Männer zusammen und teilen sich Büros.

## Wirtschaft und Infrastruktur

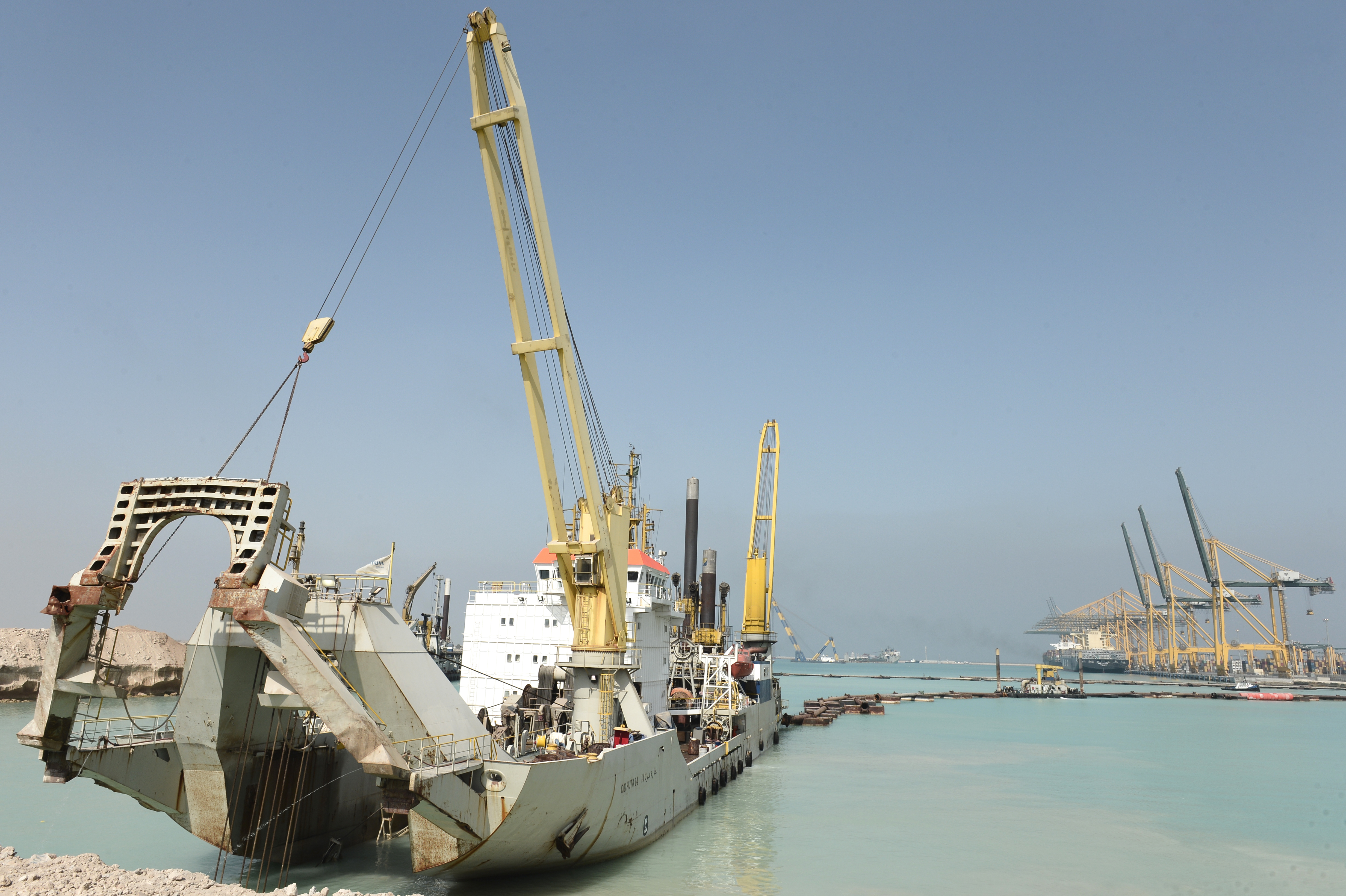
Hafenanlagen von KAEC

Der in drei Jahren errichtete Tiefwasserhafen King Abdullah Port ist Ende 2013 in Betrieb gegangen und bildet einen wirtschaftlichen Schwerpunkt der Stadt. 2017 waren im Hafen bereits 1.500 Menschen beschäftigt, 820 Schiffe liefen den Hafen an (14 % mehr als im Vorjahr) und 1,7 Millionen Standardcontainer wurden umgeschlagen. Die  strategische Bedeutung des Hafens ergibt sich aus seiner Lage an der wichtigsten Seehandelsroute zwischen Europa, Asien und Afrika nahe dem Suez-Kanal. Weiterhin von Bedeutung ist, dass der Hafen an der Schiffsroute im Roten Meer zwischen den beiden Pilgerstädten Mekka und Medina liegt, die jährlich von fast 20 Millionen Pilgern besucht werden.
Unternehmen aus Handel und Leichtindustrie siedeln sich in den Gewerbegebieten der Stadt an. Unternehmen aus der Energiewirtschaft werden nicht in KAEC zugelassen, die Stadt soll sich vollständig ohne Bezug zu Erdöl und Erdgas entwickeln. Zur Förderung des Standortes wurden eine internationale Schule und eine Fachhochschule mit wirtschaftlicher Ausrichtung eingerichtet.
Der Tourismus ist ein weiterer Faktor für die Stadtentwicklung, 2017 zählte die Stadt 500.000 Besucher.